# Amager bliver større
Amager bliver større er en dansk dokumentarfilm fra 1941 med instruktion og manuskript af Mogens Skot-Hansen.

## Handling
De store inddæmningsarbejder på Amagers vestkyst vises som eksempel på de beskæftigelseforanstaltninger, staten satte i gang under krigen. Et areal, som gjorde Amager 1/3 større, blev inddæmmet. Samtidig blev der gravet en ny sejlrende til Københavns Sydhavn.